# Sandefjord
Sandefjord is een stad en gemeente in de provincie Vestfold in Noorwegen. 
Sandefjord is bekend door de scheepvaart, walvisvangst en chemische industrie. De recente geschiedenis van de stad met scheepsbouw en walvisvangst is terug te vinden in de hedendaagse industrie van bedrijven als Pronova, Framnæs mekaniske Værksted en Jotun malingfabrikk. Momenteel huisvest Sandefjord een groot aantal IT-bedrijven.
De gemeente Sandefjord heeft door de schiereilanden Østerøya en Vesterøya een kustlijn van in totaal 146 km, die samen met de stranden, zomerhuisjes en campingtoeristen, van Sandefjord een zomerstad maakt.
Het Gokstadschip is een Vikingschip dat in 1880 nabij Sandefjord werd gevonden. Het staat tegenwoordig in het Vikingskipshuset in Oslo. Een kopie van het Gokstadschip, Gaia, bevindt zich in Sandefjord, evenals de walvisvaarder Southern Actor (die ook als museum dient). Het zeilschip Christian Radich werd bij de Framnæswerf gebouwd.
Sandefjord ligt aan een fjord met de toepasselijke naam Sandefjordfjord. De stad kent ook een kleine jachthaven waaromheen zich het toeristische hart bevindt met onder andere veel bars en restaurants.

## Geschiedenis

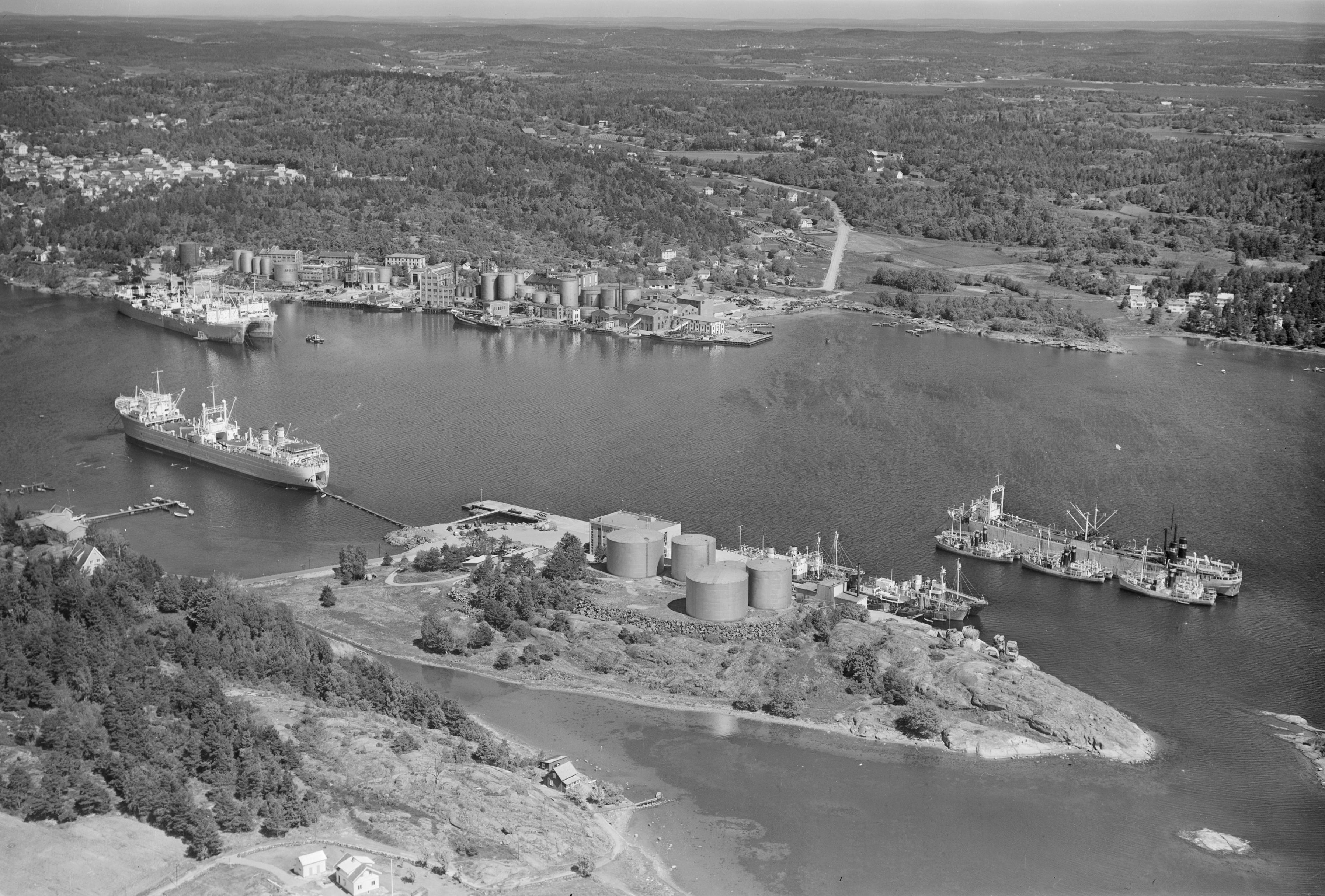
In de tijd van de walvisvangst lag de haven vol met walvisfabrieks- en vangschepen en op land staan grote opslagtanks voor walvisolie.

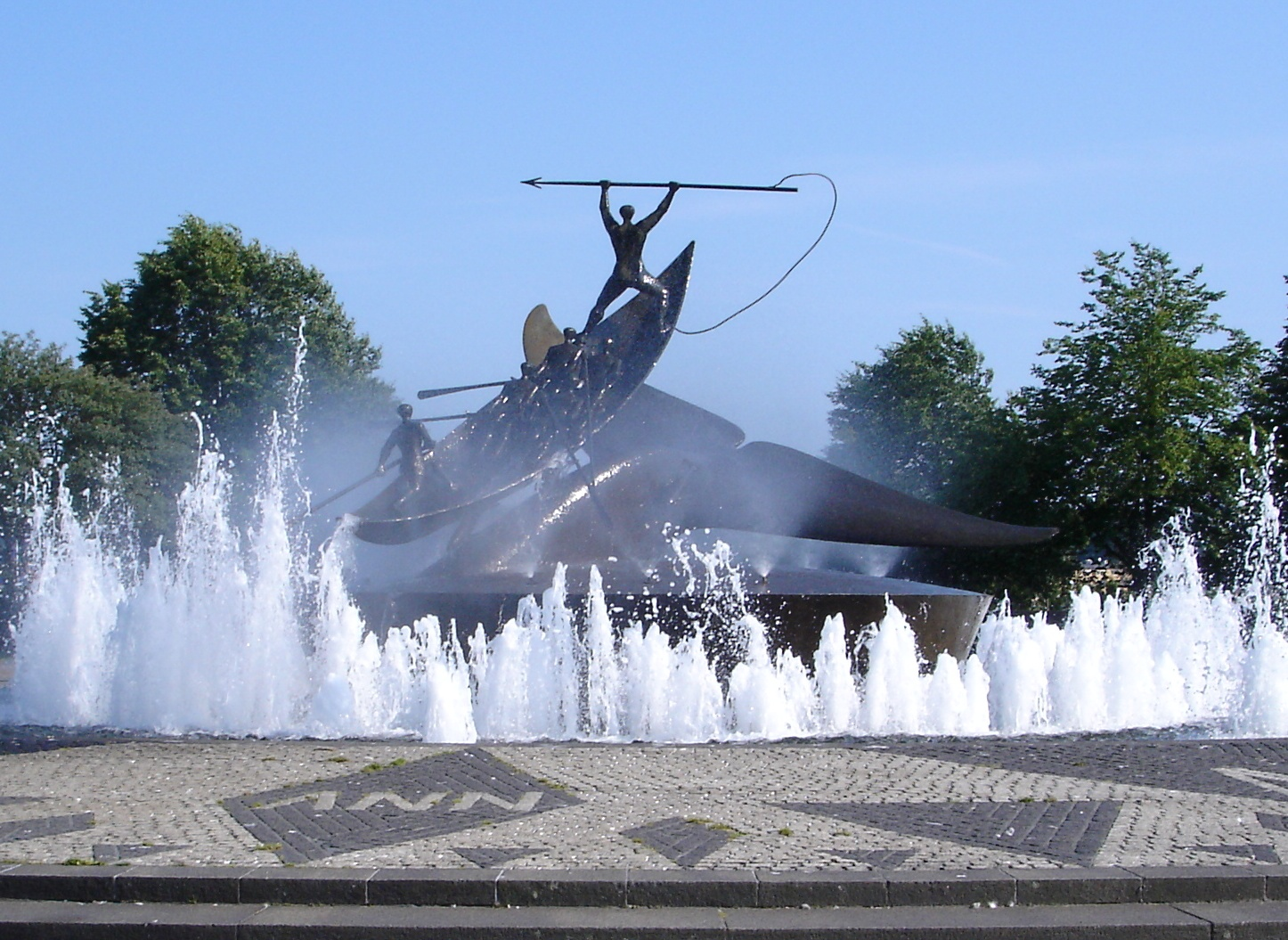
Het walvismonument

In de nabijheid ligt het koningsgraf Gokstadhaugen uit de Vikingtijd. De belangrijke vikingplaats Kaupang lag in de nabijheid en de omgeving van het huidige Sandefjord was een centrum van kustvaart voor de Vikingen. In 1880 werden opgravingen in het koningsgraf verricht, waarbij ook het Gokstadschip werd ontdekt.
De stad Sandefjord ontwikkelde zich vanaf 1837, toen een kuuroord op basis van een zwavelbad werd ingericht. Ook veenbaden en behandelingen met Parelkwallen behoorden tot de heilmiddelen. Tot de kuurgasten behoorden leden van het Noorse koningshuis en ministers. In 1939 werd het kuuroord opgeheven, maar de gebouwen zijn tegenwoordig als cultuurhuis in gebruik.
In 1845 kreeg Sandefjord marktrechten en vanaf 1850 werd de stad een centrum voor de walvisvaart. Einde jaren '20 van de 20e eeuw waren er in de stad 90 walvisvaarders en 15 traankokerijen. In de jaren '50 was de walvisvangst, in de wateren rond Antarctica, op zijn hoogtepunt, maar deze liep daarna sterk terug omdat de walvissen vrijwel uitgeroeid waren. In 1968 stopte deze vorm van visserij. 
In 2017 werden de gemeenten Andebu en Stokke bij Sandefjord gevoegd. Het aantal inwoners nam daarmee toe met ruim 17.000.

## Bezienswaardigheden
- Walvisvaartmuseum (Hvalfangstmuseet), met een gerestaureerde walvisvaarder.
- Walvisvaartmonument
- Sandefjord bymuseum, historisch museum van de stad.
- Gokstadheuvel (Gokstadhaugen), grafheuvel uit de Vikingtijd.
- Haugenfeltet, prehistorische rotstekeningen.
- Istrehågan, prehistorisch grafveld (500 v.Chr.-1000 n.Chr.)
- Staafkerk van Høyjord (Høyjord Stavkyrkje), een staafkerk van einde 11e eeuw, later herbouwd.
- Kerk van Sandefjord (Sandefjord kirke), neogotisch bouwwerk van 1903
- Kerk van Sandar (Sandar kirke), houten kruiskerk van 1792 in Lodewijk XV-stijl.
- Kerk van Andebu (Andebu kirke), stenen zaalkerk van ongeveer 1100.
- Kerk van Kodal (Kodal kirke), zaalkerk van hout en steen, van ongeveer 1100.
- Kerk van Stokke (Stokke kirke), bakstenenzaalkerk in neogotische stijl, van 1886.
- Kerk van Skjee (Skjee kirke), stenen zaalkerk van omstreeks 1100, later vernieuwd, toren van 1936, Christusbeeld van 1692.

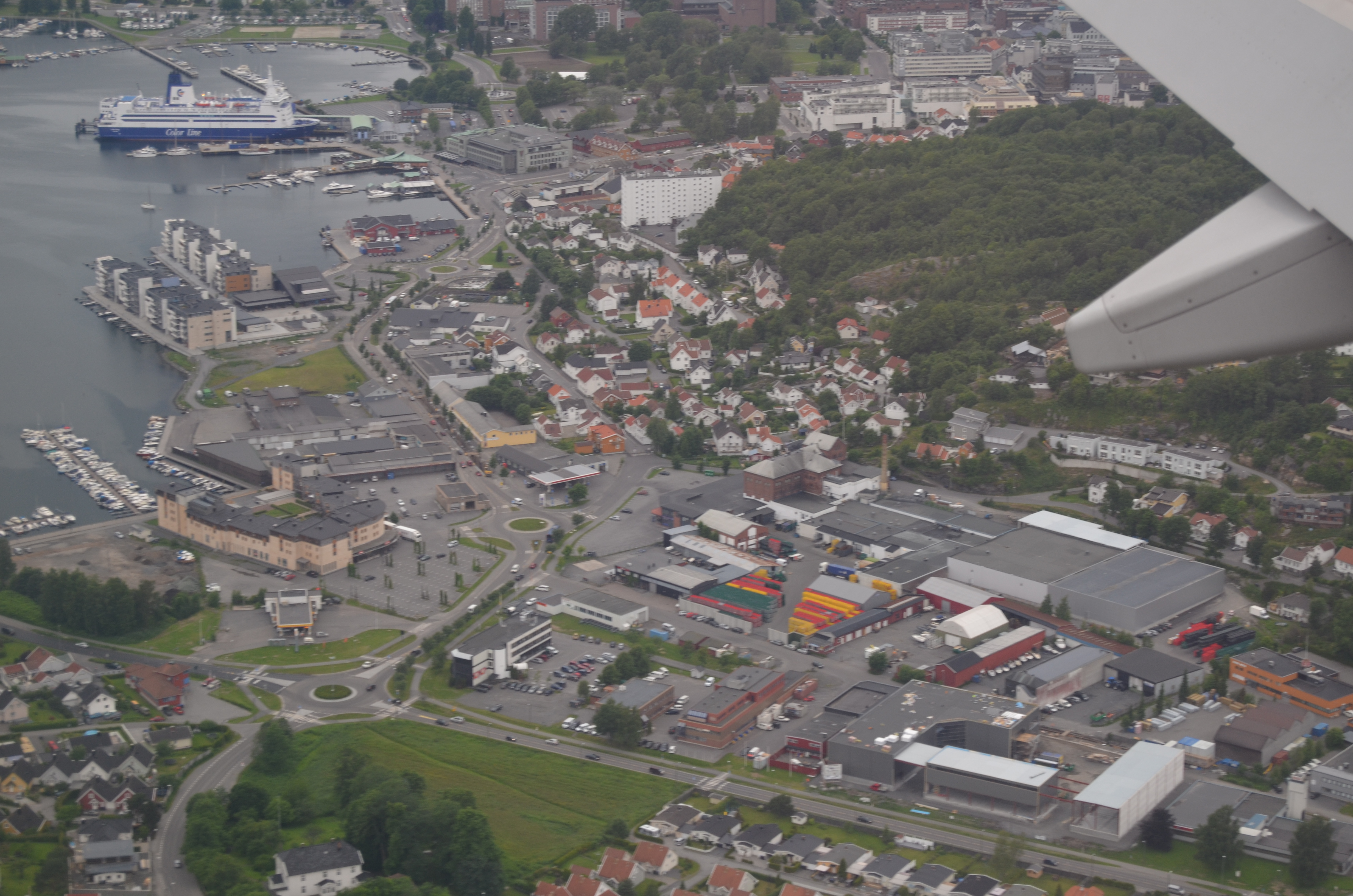
Luchtfoto
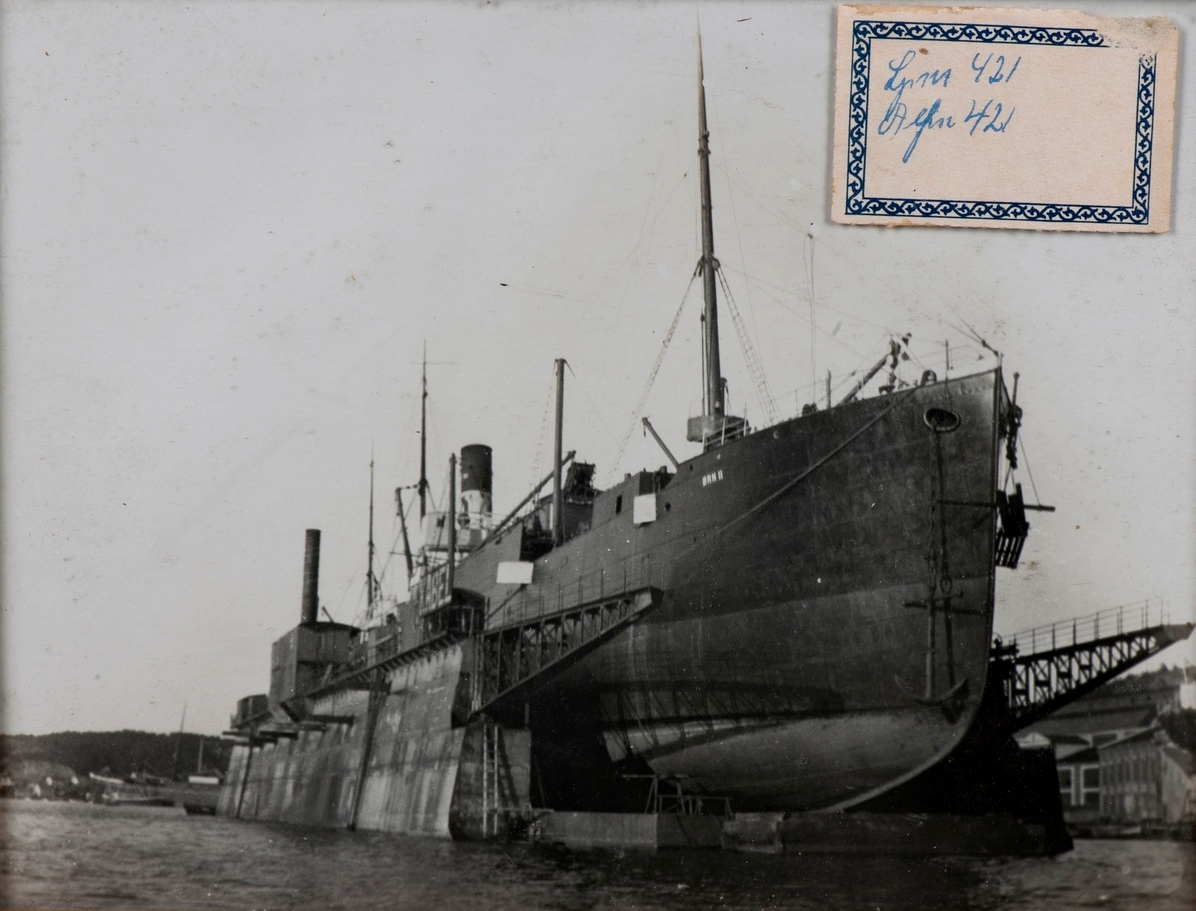
Walvisvaarder
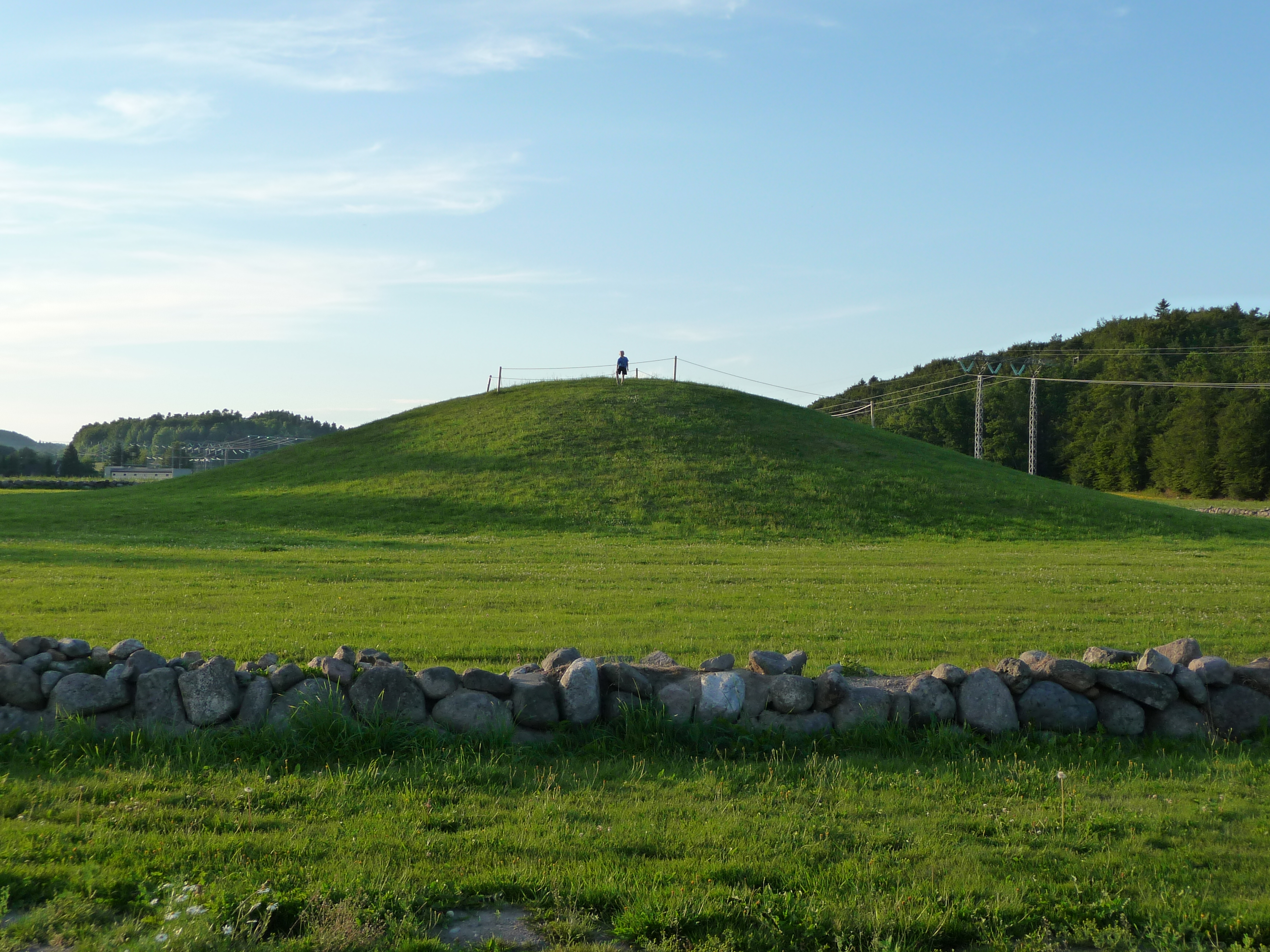
Gokstadhaugen
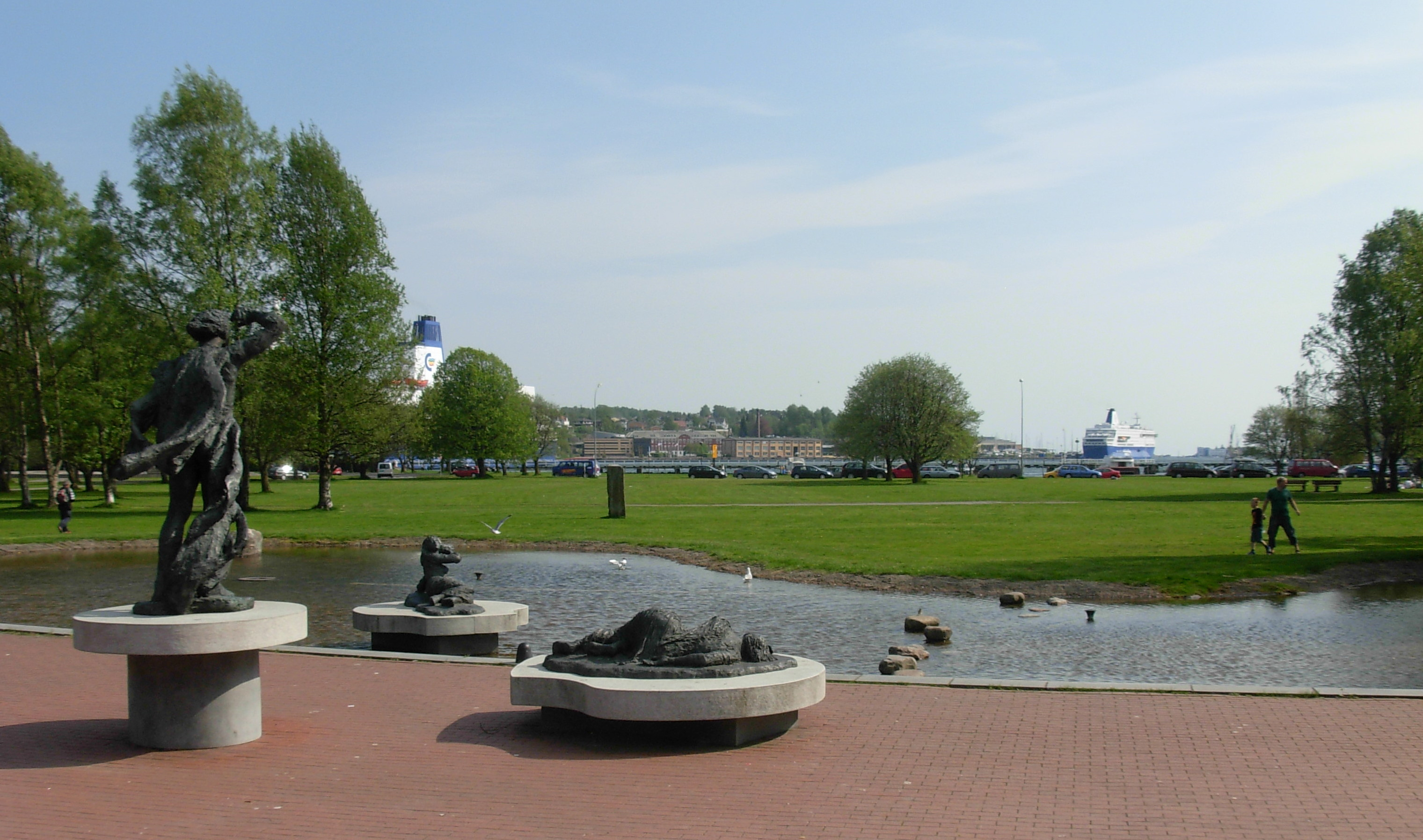
Badeparken met veerboten
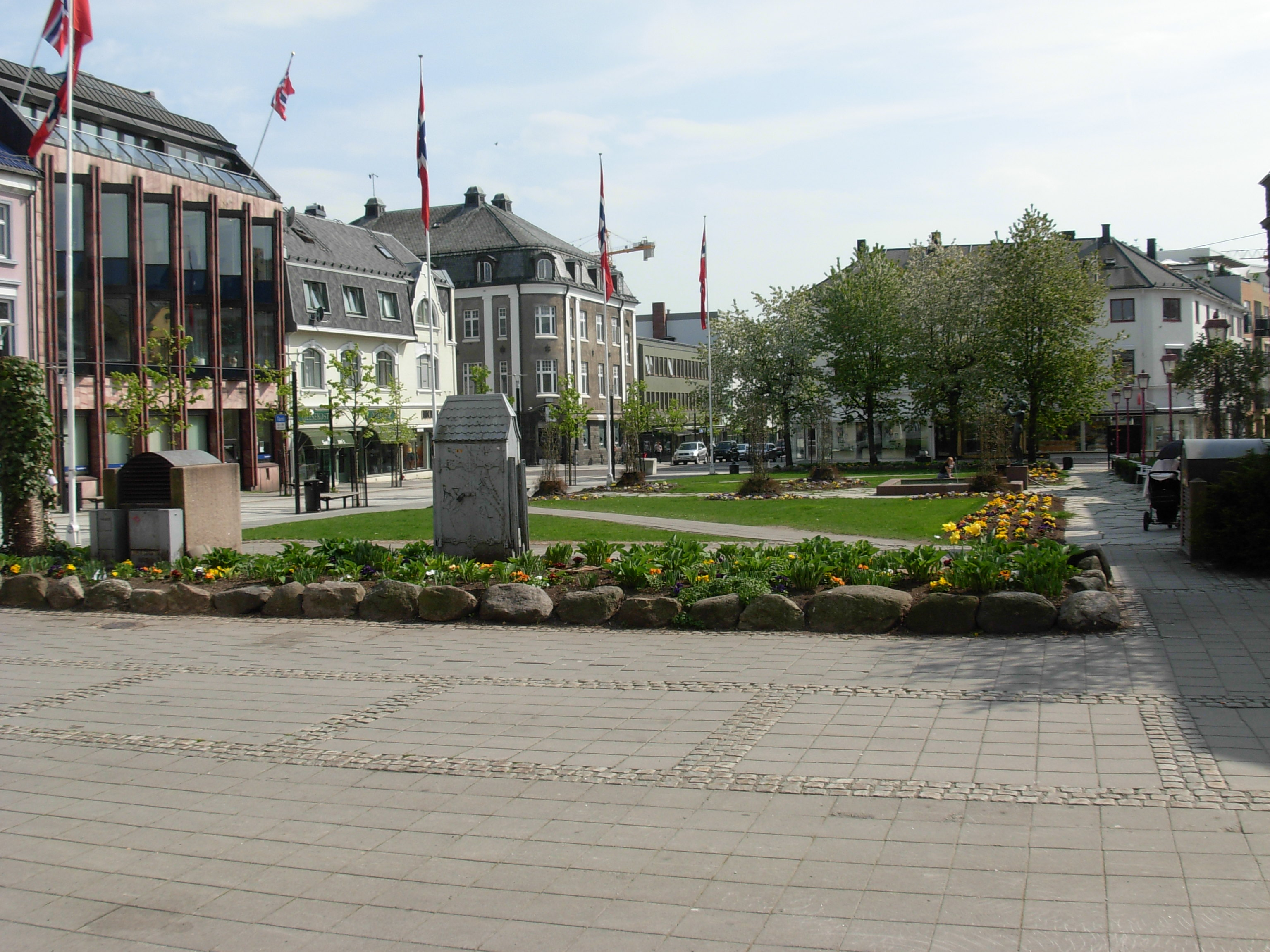
Plein
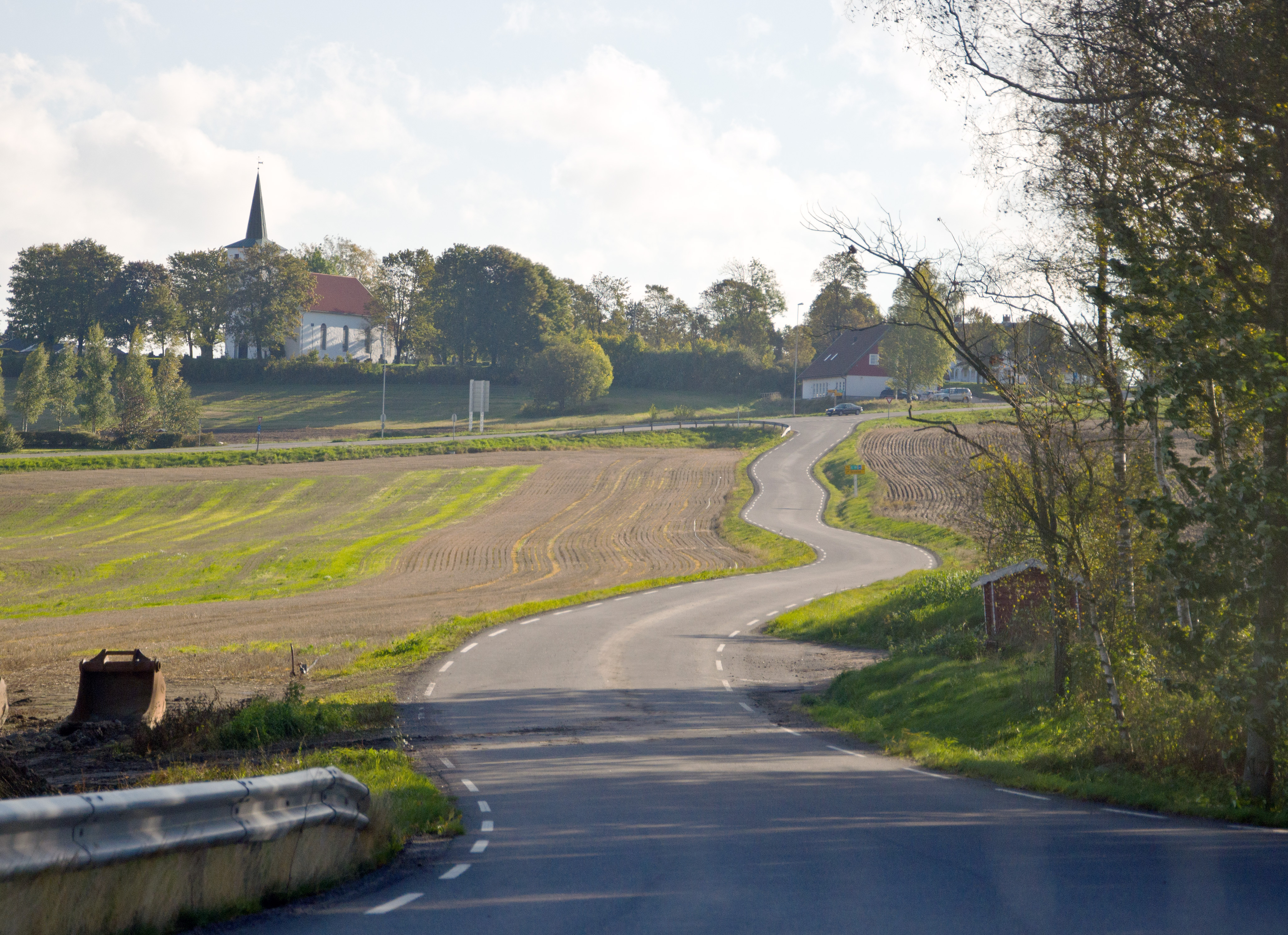
Zicht op Skjee kirke
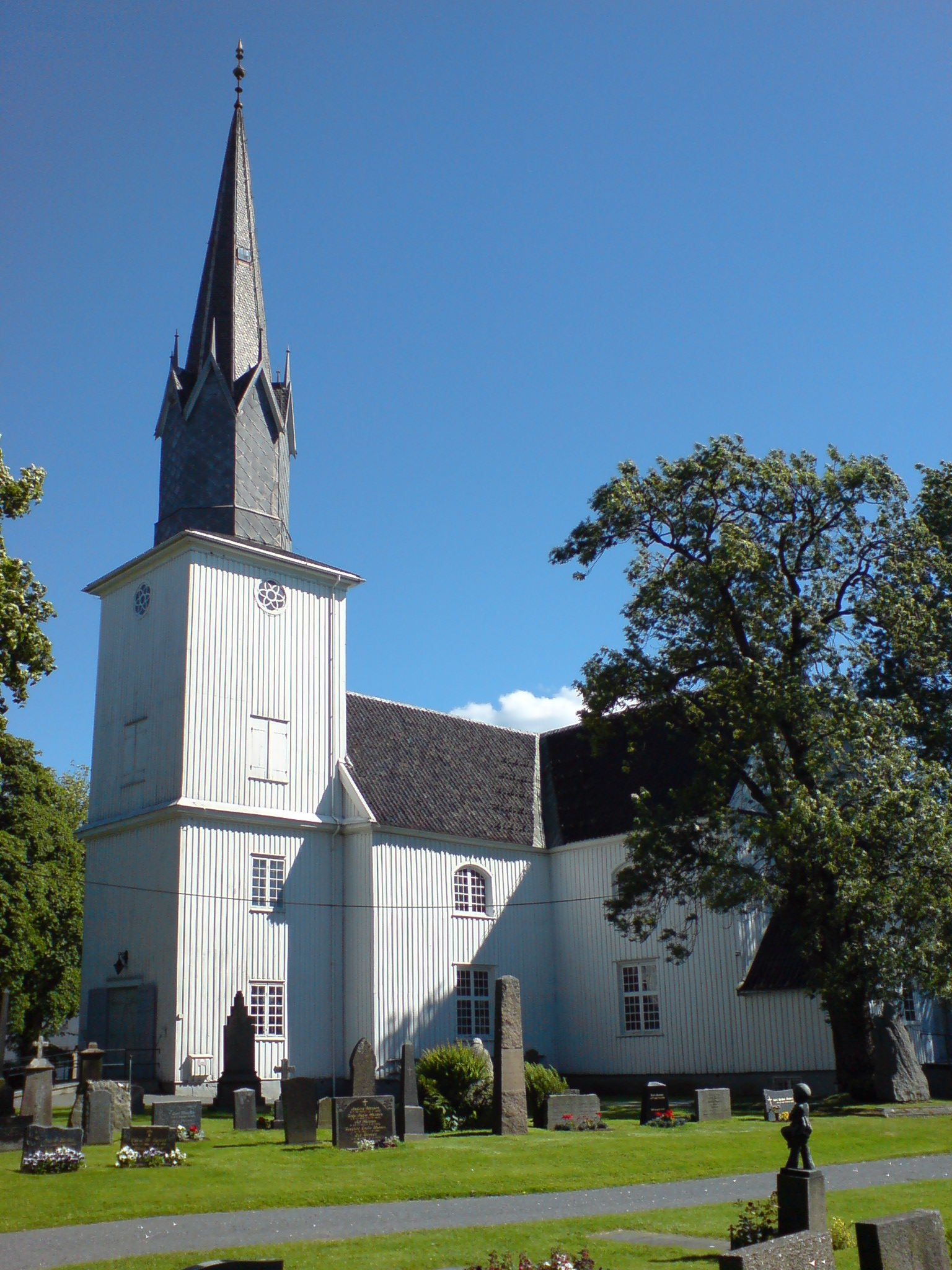
Sandar kirke
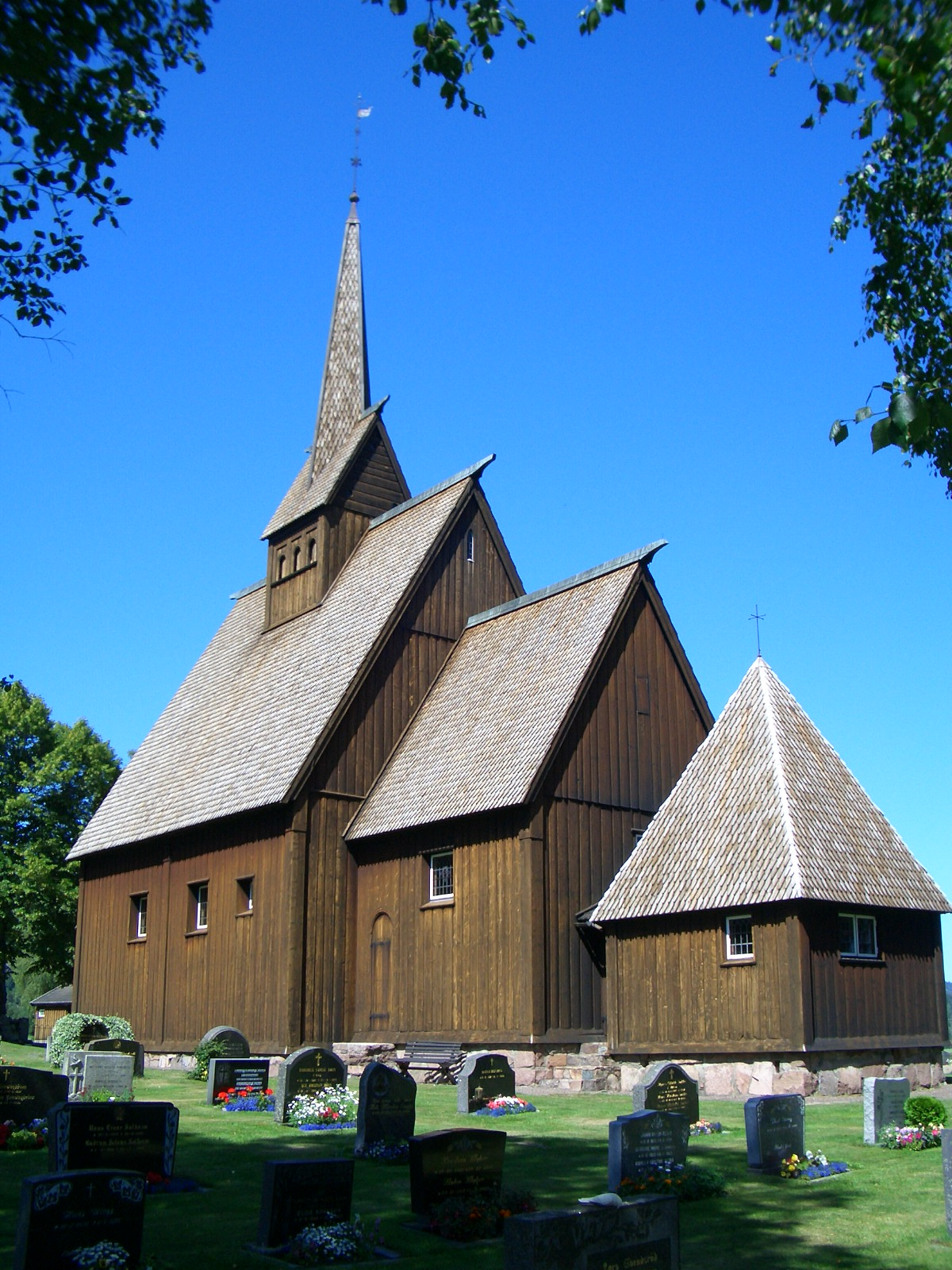
Staafkerk van Høyjord
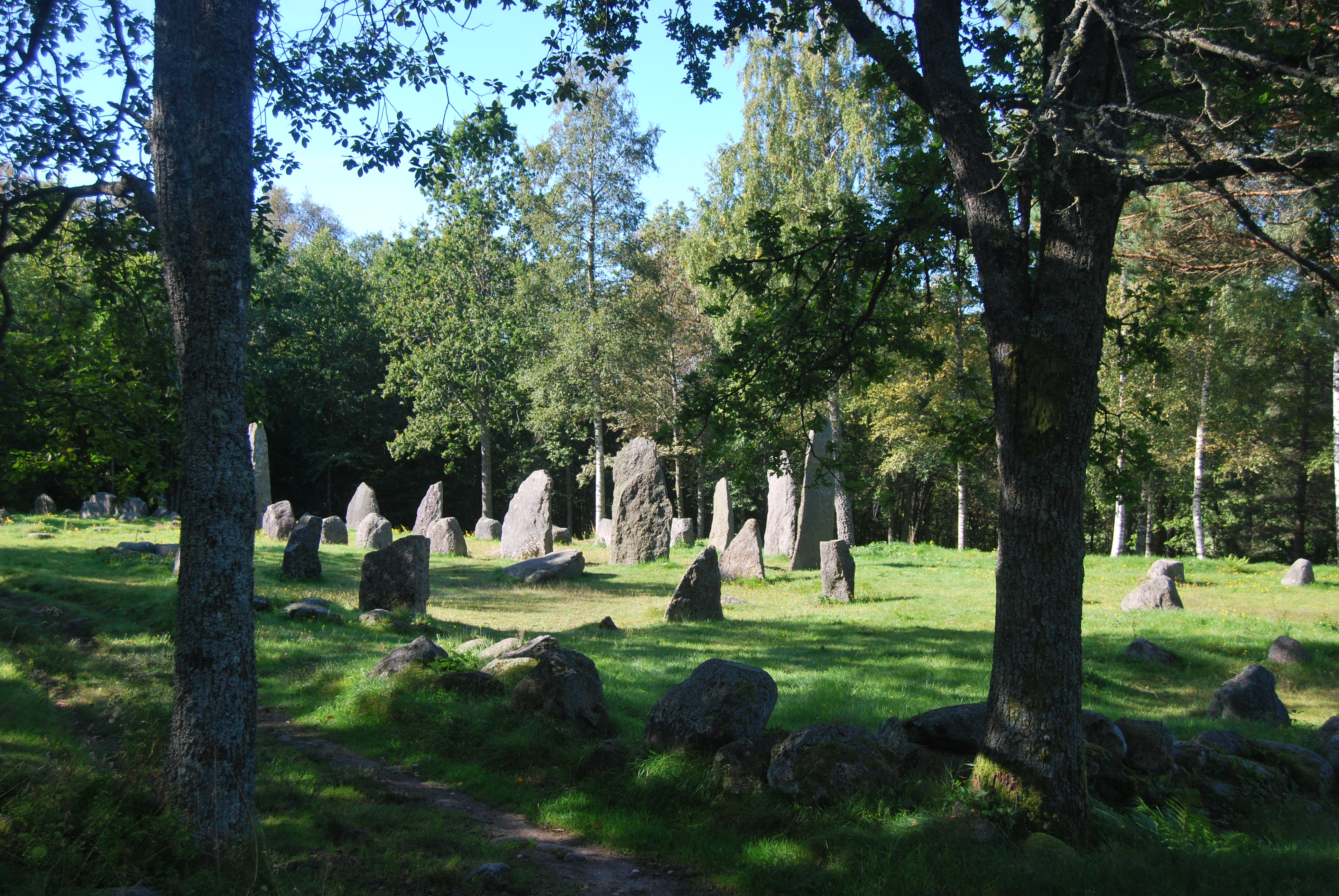
Steenkring in Jåberg
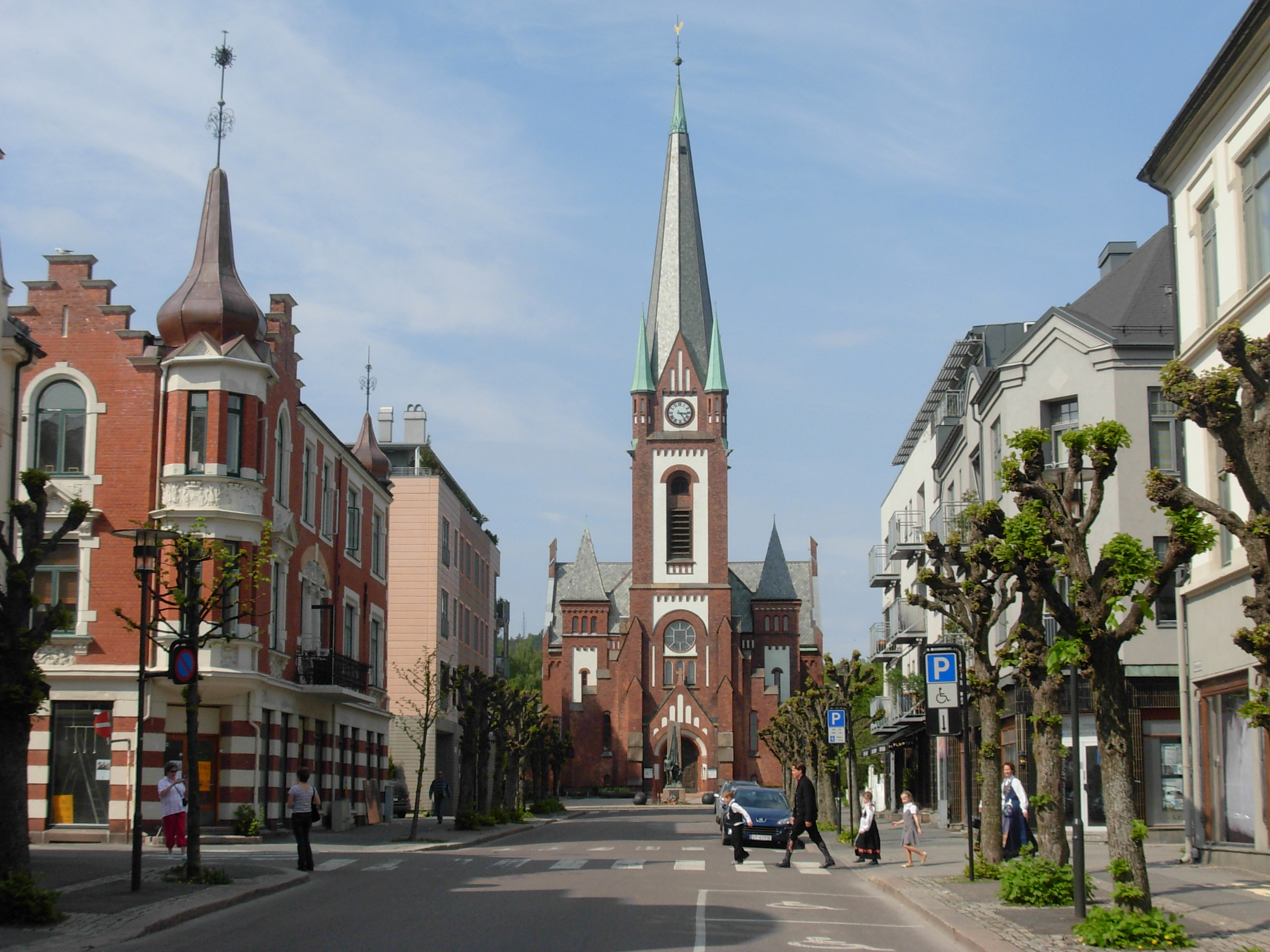
Sandefjord kirke

## Verkeer en vervoer
Het vliegveld Sandefjord Torp ligt op een steenworp afstand van de stad in Torp, met nationale en internationale verbindingen.
De stad is ook via een veerbootverbinding van Color Line met Strömstad in Zweden verbonden.

## Sport
De stad heeft twee concurrerende handbalteams die in de topdivisie spelen. Voetbalclub Sandefjord Fotball heeft zich ook eindelijk gekwalificeerd voor de topdivisie, na verschillende mislukte pogingen van de laatste jaren.

## Geboren
- Anders Jahre (1891-1982), scheepsreder
- Thorbjørn Svenssen (1924-2011), voetballer
- Dag Solstad (1941-2025), schrijver
- Karin Fossum (1954), schrijfster
- Bent Hamer (1956), filmregisseur
- Anita Hegerland (1961), zangeres
- Øystein Stray Spetalen (1962), investeerder
- Roger Strøm (1966), schaatser
- Ronny Johnsen (1969), voetballer
- Terese Pedersen (1980), handbalster
- Ina Wroldsen (1984), singer-songwriter
- Sofie Karoline Haugen (1995), schaatsster